# Kattepura, Arkalgud
Kattepura là một làng thuộc tehsil Arkalgud, huyện Hassan, bang Karnataka, Ấn Độ.